# Christian Boßler
 Christian Ludwig Boßler auch Bossler (* 13. Mai 1810 in Darmstadt; † 29. Dezember 1877 ebenda) war ein deutscher Altphilologe, Gymnasialprofessor und Direktor des 1629 von Landgraf Ludwig V. gegründeten Ludwig-Georgs-Gymnasium in Darmstadt.

## Herkunft und Leben

### Familie
Christian Ludwig Boßler wurde als Sohn des Schuhmachermeisters und Privatiers (Partikuliers) Georg Ludwig Boßler (1784–1863), eines Sohnes des Jägers Georg Konrad Boßler (1743–1793) aus Reinheim, und dessen Gattin Dorothee Boßler geb. Nold (1787–1855), einer Tochter des Schuhmachermeisters Christian Ludwig Nold, geboren.
Durch seine mütterliche Großmutter Susanna Margaretha geborene Fahr (1761–1811), zählte Boßler über die Linie der Urgroßmutter einer geborenen Castritius von Stockstadt zu den Nachkommen des Präzeptors am Darmstädter Pädagogium und nachmaligen Pfarrers zu Stockstadt am Rhein Wilhelm Castritius (1641–1681).
Seit 1838 war Boßler mit Mathilde Hegar († 1895), der Tochter des hessen-darmstädtischen Hofmedikus Dr. Johann August Hegar (1794–1882), verheiratet. Mit seiner Gattin hatte er die beiden Söhne Ludwig August (1838–1913) und Karl Boßler (1840–1890), die ebenfalls promovierte Gymnasiallehrer waren.
Über seinen Sohn Karl Boßler war Christian Ludwig Boßler der Großvater des Generaloberarztes Dr. Carl Boßler (* 1872; † 1951), welcher sich in der Stammliste der Kaiser-Wilhelm-Akademie findet. Außerdem war Christian Boßler der Schwager des Gynäkologen Alfred Hegar, dessen Gattin Eva Hegar aus der Familie Merck stammt. Seine Gattin Mathilde gehörte über ihren Großvater den Kommissionsrat Ernst Friedrich Hegar zu den Cousinen der Philosophin und Frauenrechtlerin Louise Dittmar.
Christian Boßler zählte 1847 und 1866 zu denjenigen Staatsbürgern, die den ökonomischen Bedingungen des großherzoglichen Geheimen Staatsministeriums entsprachen, um überhaupt für den hessischen Landtag kandidieren zu dürfen.

## Studium
Nachdem Christian Boßler das Abitur am Ludwig-Georg-Gymnasium ablegt hatte, studierte er ab 1827 an der damaligen Ludwigs-Universität Gießen die Fächer Philologie, Altertumskunde und Geschichte bei den Professoren Friedrich Gotthilf Osann und Joseph Hillebrand. Von 1828 bis 1830 setzte Boßler an der Georg-August-Universität Göttingen sein Studium mit Fokus auf die Altphilologie fort.
Der Kreis seiner Freunde in Göttingen schloss sich um Heinrich Ludolf Ahrens, Ernst von Leutsch und Friedrich Wilhelm Schneidewin. Die für Christian Boßler prägenden Professoren seiner Studienzeit in Göttingen waren Karl Otfried Müller und Georg Ludolf Dissen.
Zwei Jahre später zog es Boßler nach Berlin. Dort vertiefte er sich in das Studium der Archäologie. Seine dortigen Professoren waren unter anderen Karl Lachmann, Heinrich Ritter und Georg Wilhelm Friedrich Hegel.
Seine Promotion zum Dr. phil. mit der Dissertation: De gentibus et familiis Atticae sacerdotalibus reichte er als Christianus Ludovicus Bossler am 30. Dezember 1832 an der Universität Gießen ein.

### Lehrtätigkeit am Ludwig-Georgs-Gymnasium

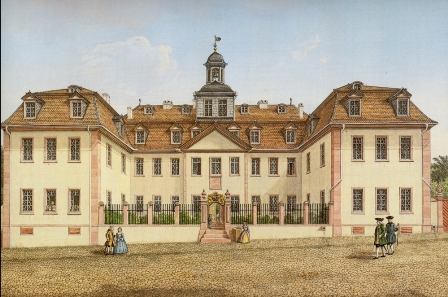
Das Waisenhaus in Darmstadt diente von 1831 bis 1944 als Schulgebäude des Ludwig-Georgs-Gymnasiums

Christian Ludwig Boßler wurde nach seiner Promotion Hilfslehrer am Ludwig-Georgs-Gymnasium Darmstadt, der Schule, an welcher er selbst das Abitur abgelegt hatte. 1833 wurde er als ordentlicher Gymnasiallehrer in das Kollegium des großherzoglichen Gymnasiums zu Darmstadt aufgenommen.
Es folgte am 23. Juni 1853 die Verleihung des Professorentitels und am 5. Mai 1858 wurde Christian Boßler zum Direktor der humanistisch geprägten Anstalt ernannt. Er folgte damit auf Julius Karl Friedrich Dilthey und blieb als Direktor bis zum 3. Januar 1876 Leiter des traditionsreichen Instituts. Boßler, der ein Nachfahre des Rechtsgelehrten Matthias Castritius gewesen ist, stand nun dem Gymnasium als Direktor vor, an dem bereits mit Wilhelm Castritius einer seiner Vorfahren lehrte.
Zu seinen vielen Schülern gehörten beispielsweise der Reichskanzler Georg von Hertling und der Generalsuperintendent Wilhelm Baur, der Christian Boßler als den besten Lehrer beschrieb, den er am Gymnasium hatte.
Über Christian Ludwig Boßlers Wirken als Lehrer berichtete ebenfalls sein ehemaliger Schüler Max Rieger folgendes:

„Was er studiert hatte, war bei ihm selbst zur persönlichkeitsbildenden Macht geworden: er war mehr als ein Philologe, er war Humanist.“

Maximilian Rieger wiederum war ein Großneffe Friedrich Maximilian Klingers. Seine Tochter Elisabeth ehelichte den Apotheker Emanuel August Merck. Max Rieger hat nach dem Ergebnis der Familienforschung aus dem Odenwald selbst den Mühlenbesitzer Johannes Klinger aus Pfaffen-Beerfurth und dessen Gattin Anna Barbara Boßler als Vorfahren.

### Ehrungen und Orden
Nach Christian Ludwig Boßler war ein Stipendium am Ludwig-Georgs-Gymnasium Darmstadt benannt. Die Aula des Gymnasiums zierte außerdem eine Büste des Direktors Boßler, in dessen Amtszeit sich die Anzahl der Schüler an der von ihm geleiteten humanistischen Bildungsanstalt verdreifachte. Seine Schüler nannten den gelehrten Gymnasialdirektor wegen seines gepflegten Auftretens Dopp, was sich auf Pomadentopf bezieht.
Am 25. August 1864 wurde Boßler der Verdienstorden Philipps des Großmütigen im Rang eines Ritterkreuzes I. Klasse verliehen. Zu seiner Pensionierung wurde Professor Dr. phil. Christian Boßler am 3. Januar 1876 in Würdigung seiner Leistungen das Ritterkreuz I. Klasse des Ludwig-Ordens verliehen.

## Publikationen
in der Reihenfolge des Erscheinens
- De gentibus et familiis Atticae sacerdotalibus. Dissertation, C. W. Leske, Darmstadt 1833, (OCLC 11079246).
- Metrik in Beispielen; ein Lesebuch zur Einübung der gebräuchlichsten antiken Rhythmen und Versmasse in griechischer, lateinischer und deutscher Sprache, für ober Gymnasialclassen und zum Privatstudium, G. Jonghaus, Darmstadt 1843, (OCLC 24506187).
- Zum Andenken an Dr. Julius Karl Friedrich Dilthey, Professor und Direktor des Großherzoglichen Gymnasiums in Darmstadt, Darmstadt 1857, (OCLC 761514435).
- Die Römerstätte bei Vilbel und der im Jahre 1849 daselbst entdeckte Mosaikboden. In: Archiv für Hessische Geschichte und Alterthumskunde. Herausgegeben vom Historischen Verein für Hessen, Bd. 10, Heft 1, Jonghaussche Hofbuchhandlung, Darmstadt 1863, S. 1–35 (Digitalisat).
- Marcus Fabius Quintilianus Zwölf Bücher Anleitung zur Beredtsamkeit, Band 1–12, Römische Prosaiker in neuen Übersetzungen, J. B. Metzler, Stuttgart 1863–1865, (OCLC 953964273).